# ژیژلیتسه (ناحیه کولین)
ژیژلیتسه (به چکی: Žiželice) یک منطقهٔ مسکونی در جمهوری چک است که در ناحیه کولین واقع شده‌است.